# Loděnice (Holasovice)
Loděnice (německy Lodenitz, polsky Łodzienica, Lodzienice) je vesnice, část obce Holasovice v okrese Opava. Nachází se asi 2,5 km na západ od Holasovic. V roce 2009 zde bylo evidováno 123 adres. V roce 2001 zde trvale žilo 471 obyvatel.
Loděnice je také název katastrálního území o rozloze 4,77 km2.

## Historie
První písemná zmínka o obci pochází z roku 1280.

## Pamětihodnosti
- Zámek Loděnice
- Kaplička se zvonicí

## Rodáci
- Alwin Nachtweh (1868-1939) – německý inženýr, konstruktér a vysokoškolský profesor

## Galerie

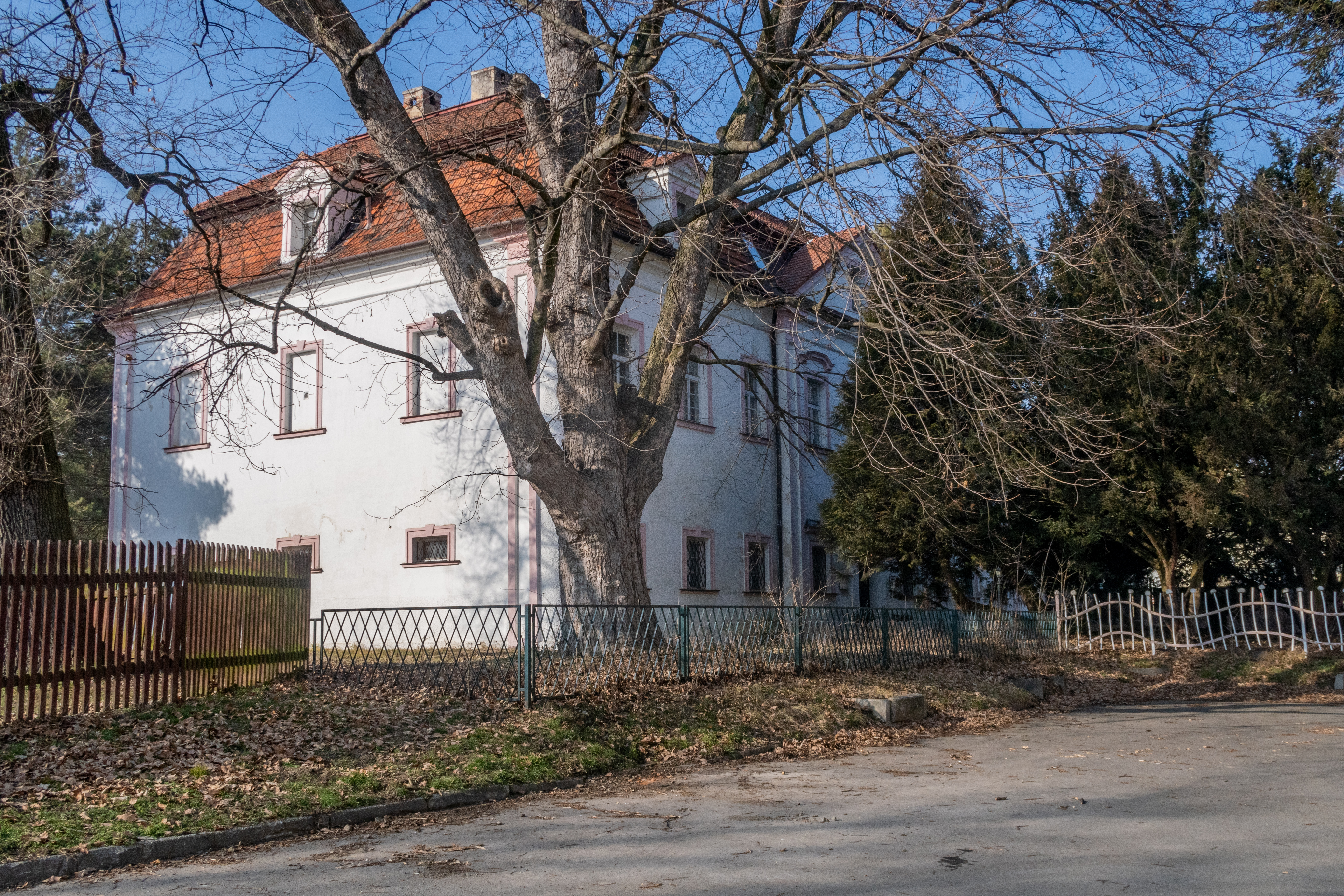
Zámek Loděnice
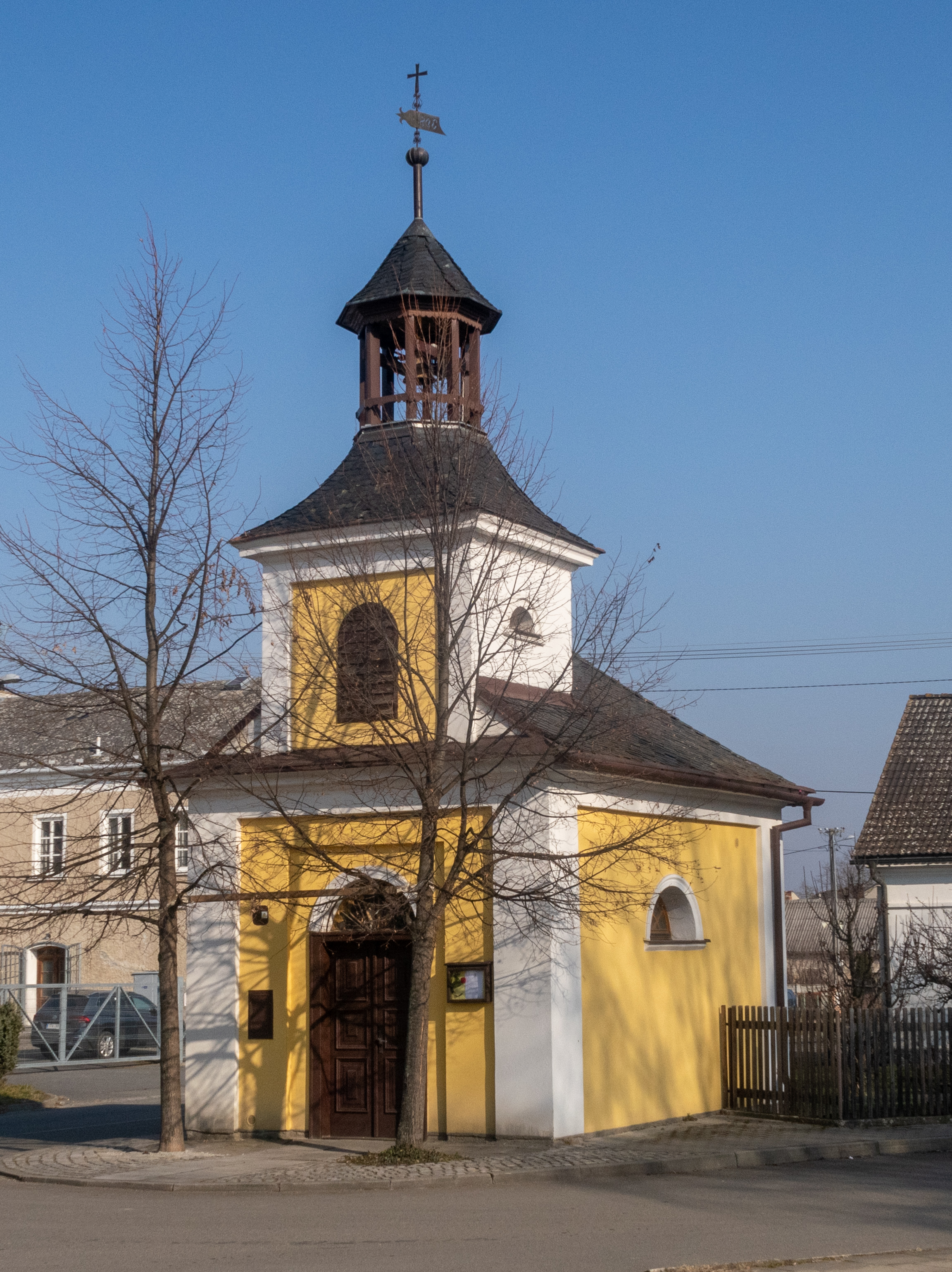
Kaplička se zvonicí
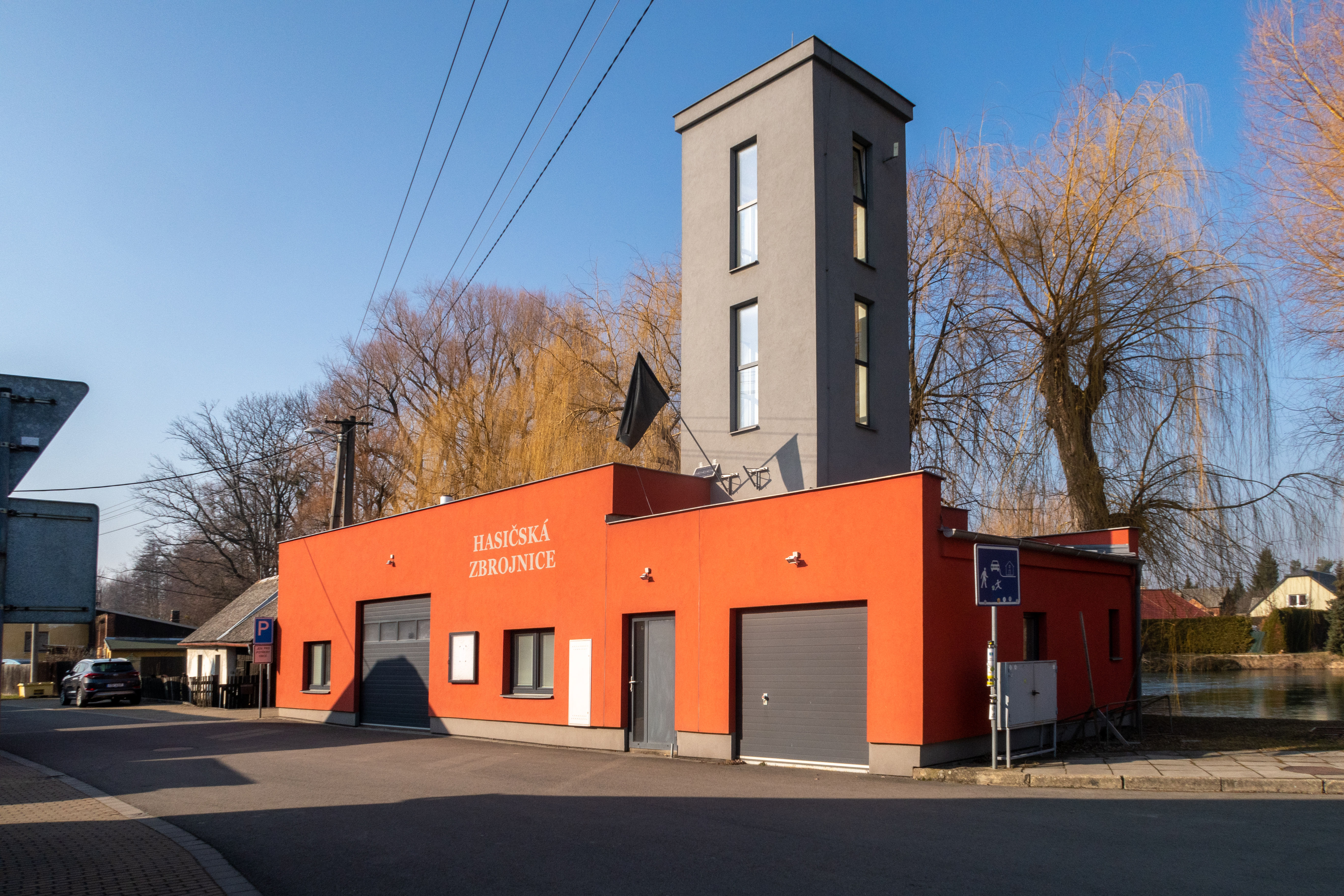
Hasičská zbrojnice
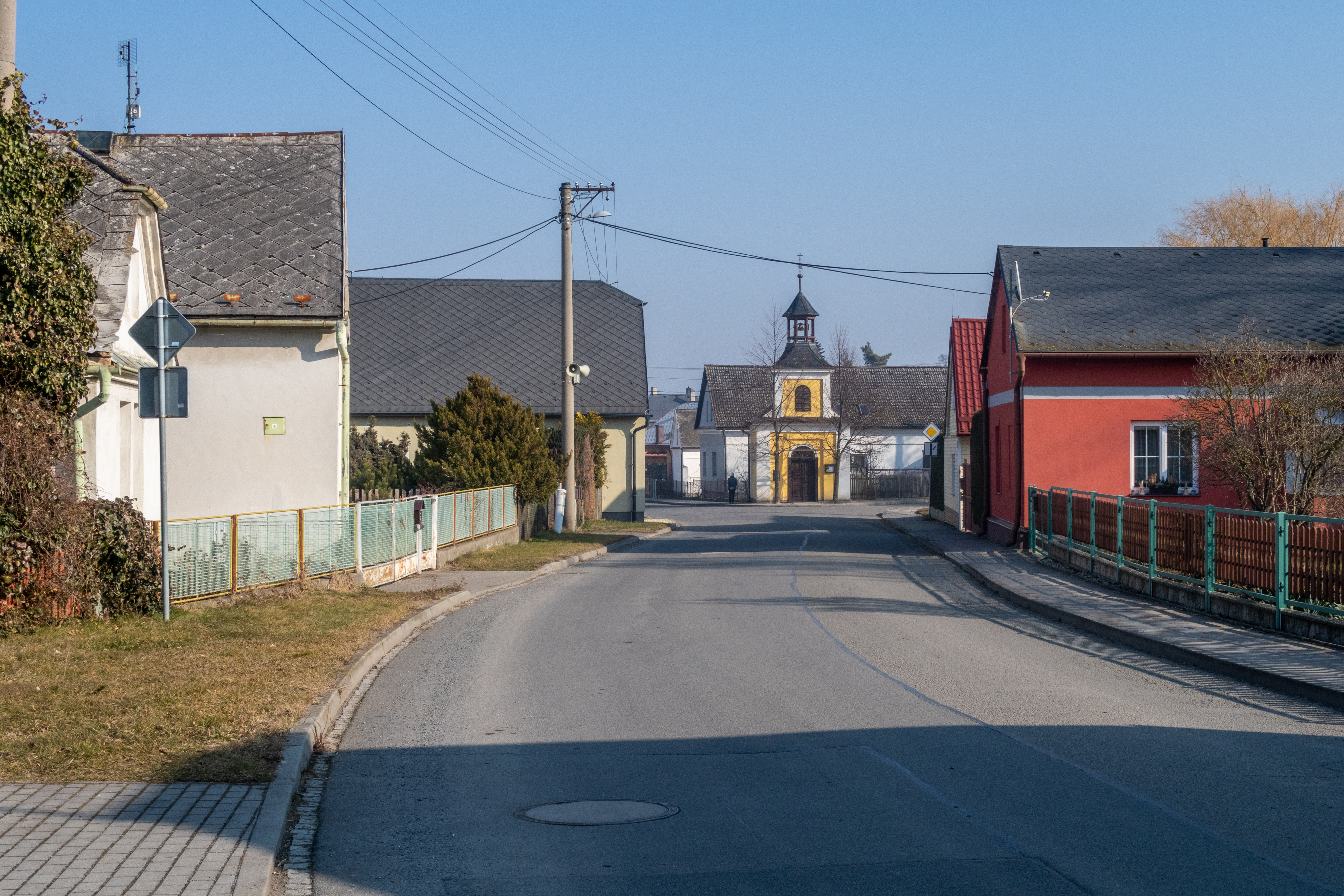
Silnice vedoucí vesnicí
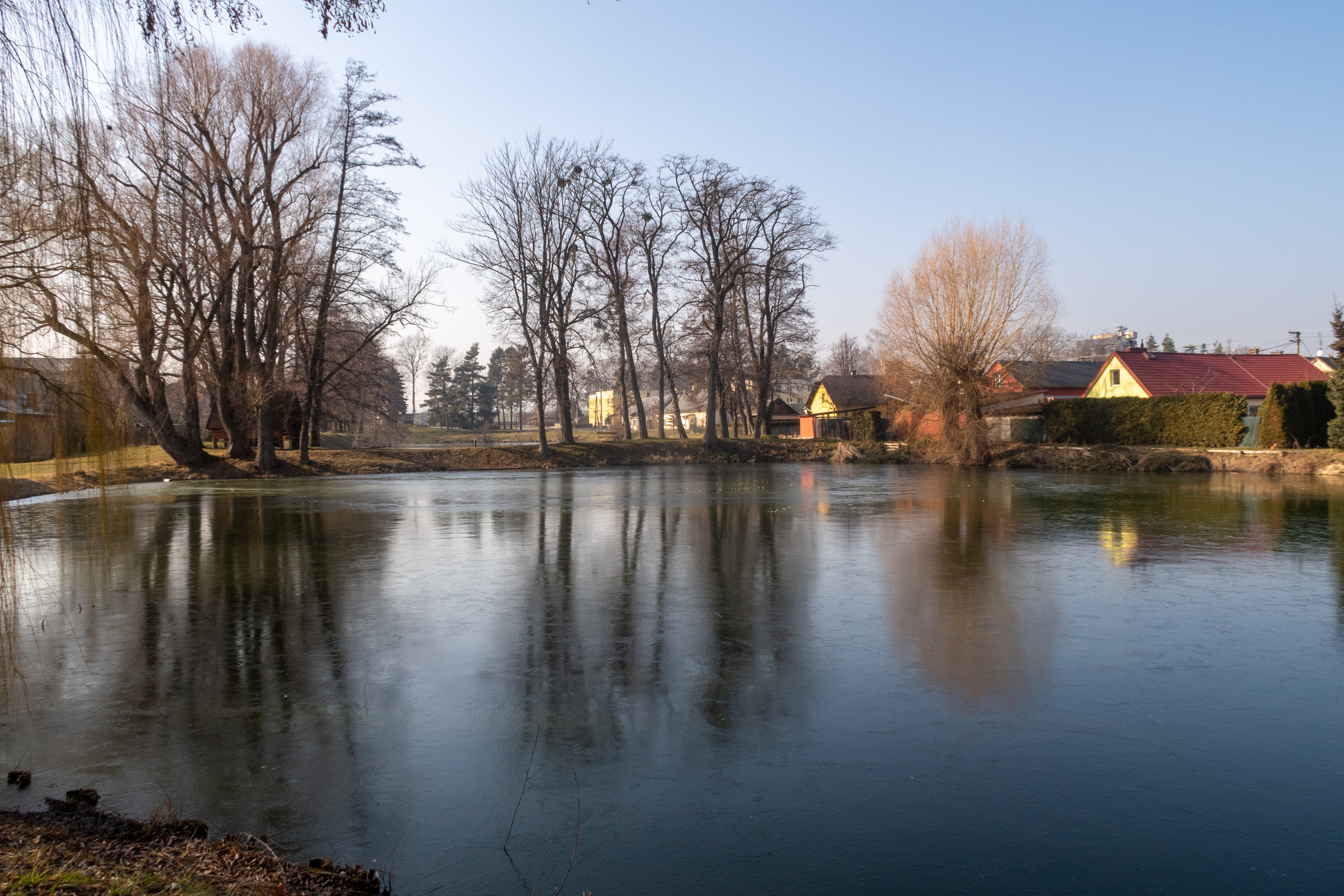
Rybník ve středu vesnice